# Robert Fudali
Robert Fudali, ps. Rob Darken (ur. 13 grudnia 1969 we Wrocławiu), znany również jako Lord Wind – polski grafik, wokalista, kompozytor, autor tekstów i multiinstrumentalista, muzyk sesyjny. Były członek Zrzeszenia Rodzimej Wiary „Ślężanie”. Fudali działalność artystyczną rozpoczął w 1992 roku w grupie Graveland, której był założycielem. Do 1995 roku formacja funkcjonowała jako trio. W latach 1999–2015 Fudali pozostawał jednym członkiem zespołu, samodzielnie produkował, śpiewał i nagrywał, w tym partie gitar, perkusji oraz instrumentów klawiszowych. Do 2009 roku ukazało się jedenaście albumów studyjnych Graveland.
W 1993 roku jako Darken nagrał solowe demo zatytułowane My Celtic Blood. Również w 1993 roku Fudali pod pseudonimem Icaunis dołączył do formacji Infernum. Muzyk objął stanowisko keyboardzisty. Z zespołem nagrał wydane w 1993 roku demo Damned Majesty oraz wydany rok później album Taur - Nu - Fuin. W międzyczasie Darken współpracował także z grupą Oppressor, przekształconą w 1998 roku w Baphomets Throne.
W 1994 roku Darken wraz ze znanym z występów w zespole Mysteries instrumentalistą Leinadem oraz perkusistą Maciejem Dąbrowskim (pseud. Capricornus) założył zespół Legion. Efektem współpracy było wydane przez sam zespół demo pt. Blood on My Knife (1994). Nagrania ukazały się ponownie w 1995 roku dzięki firmie Dead Christ Commune jako split z grupą Perunwit. Kolejna reedycja ukazała się w 2004 roku nakładem No Colours Records jako split z zespołem Veles. 
W 1995 roku Darken powołał projekt Lord Wind, w ramach którego prezentuje muzykę z pogranicza dark wave i folku. Do 2012 roku ukazało się pięć albumów studyjnych projektu. W 2007 roku Fudali wraz gitarzystą i wokalistą zespołu Selbstmord - Necro i perkusistą Dark Fury (pseud. Raborym) powołał formację Thoth. Do 2010 roku grupa wydała dwa albumy studyjne: wydany w 2008 roku From the Abyss of Dungeons of Darkness oraz Zamglenie z 2010 roku. 
Gościnnie oraz jako muzyk sesyjny Fudali współpracował z takimi zespołami jak: Behemoth, Honor, Veles, Wolfkhan oraz The Wolves of Avalon. W pierwszej połowie lat 90. XX w. Darken prowadził wytwórnię muzyczną Isengard Distribution, w latach późniejszych przekształconą w Eastclan. Nakładem obu wydawnictw ukazały się m.in. płyty takich zespołów jak: Thunderbolt, Perunwit, Thor’s Hammer, Gehenna, Iuvenes oraz Kataxu.

## Twórczość
W swej twórczości Fudali odwołuje się m.in. do: wierzeń celtyckich, pogaństwa oraz wotanizmu. Teksty Graveland pozbawione są wyraźnego radykalizmu, pomimo to formacja pozostaje jedną z najbardziej liczących się z nurtu NSBM. Jednakże Rob Darken oficjalnie zaprzecza, jakoby muzyka Graveland należała do tego podgatunku black metalu. Przyczyną kategoryzacji jest postawa muzyka, wypowiedzi w udzielonych wywiadach o charakterze ekstremistycznie prawicowym. Darken określający się jako poganin, postrzega m.in. chrześcijaństwo jako największego wroga białych Europejczyków. Poszukuje powrotu białych Europejczyków do domniemanego dziedzictwa ich przodków. Jednak jego interpretacja neopogaństwa jest naznaczona piętnem ksenofobii, rasizmu, antysemityzmu i teorii spiskowych. Muzyka Graveland cieszy się na świecie znaczną popularnością, jednakże spotka się z różnymi reakcjami. Wielu fanów wyraża zainteresowanie jedynie muzyką, pomimo poglądów i wypowiedzi Darkena o charakterze politycznym.

## Dyskografia
| Lord Wind - Forgotten Songs (1995, demo, Isengard Distribution) - Forgotten Songs (1996, Full Moon Productions) - Moonlit Compilation Tape Vol. 2 (1998, Slavland Production) - Heralds of Fight (2000, No Colours Records) - Rites of the Valkyries (2001, No Colours Records) - Atlantean Monument (2006, No Colours Records) - Ales Stenar (2012, Wolftyr Productions) Legion - Blood on My Knife (1994, demo, wydanie własne) - Legion / Perunwit (1995, split z Perunwit, Dead Christ Commune) - Blood On My Knife (2004, split z Veles, No Colours Records) Infernum - Damned Majesty (1993, Witching Hour Productions) - Taur - Nu - Fuin (1994, Astral Wings Records) Thoth - From the Abyss of Dungeons of Darkness (2008, Elegy Records) - Zamglenie (2010, Lower Silesian Stronghold) |  | Veles - Night on the Bare Mountain (1995, No Colours Records) - Black Hateful Metal (1997, No Colours Records) - The Black Ravens Flew Again (2004, Der Sieg) Behemoth - The Return of the Northern Moon (1993, Pagan Records) - ...From the Pagan Vastlands (1994, Pagan Records) Darken - My Celtic Blood (1993, Isengard Distribution) Oppressor - Blasphemous Thoughts (1995, Baron Records) Inne - Wolfkhan - Wolfkhan (1994, Isengard Distribution) - Fullmoon - United Aryan Evil (1995, Isengard Productions) - Absurd - Asgardsrei (EP, 1999, IG Farben) - Capricornus - Stahlgewitter (EP, 1999, Wolftower) - Thor’s Hammer - May the Hammer Smash the Cross (2000, Ancestral Research) - The Wolves of Avalon - Carrion Crows over Camlam (2011, Godreah Records) |